# Exochí
Exochí (Eksochi) är en ort i Grekland.   Den ligger i prefekturen Nomós Kaválas och regionen Östra Makedonien och Thrakien, i den nordöstra delen av landet, 300 km norr om huvudstaden Aten. Exochí ligger 197 meter över havet och antalet invånare är 142.
Terrängen runt Exochí är kuperad åt sydost, men åt nordväst är den bergig. Runt Exochí är det ganska glesbefolkat, med 47 invånare per kvadratkilometer. Närmaste större samhälle är Kavála, 15,6 km öster om Exochí. I omgivningarna runt Exochí växer i huvudsak blandskog.